# Lijst van bruggen in het centrum van Delft

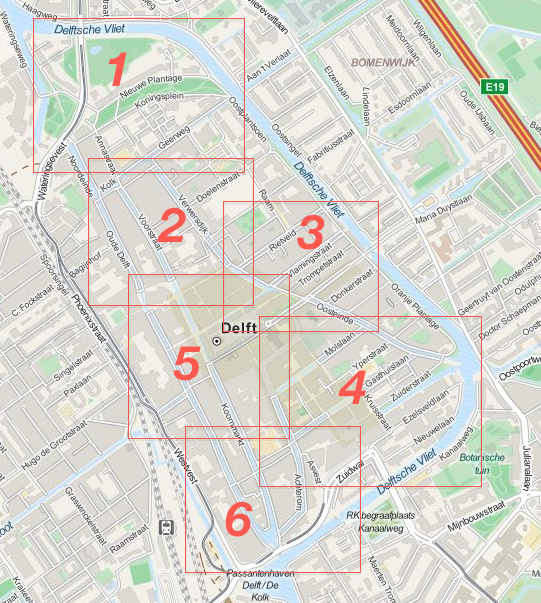
Het centrum van Delft in zes detailplaatjes verdeeld

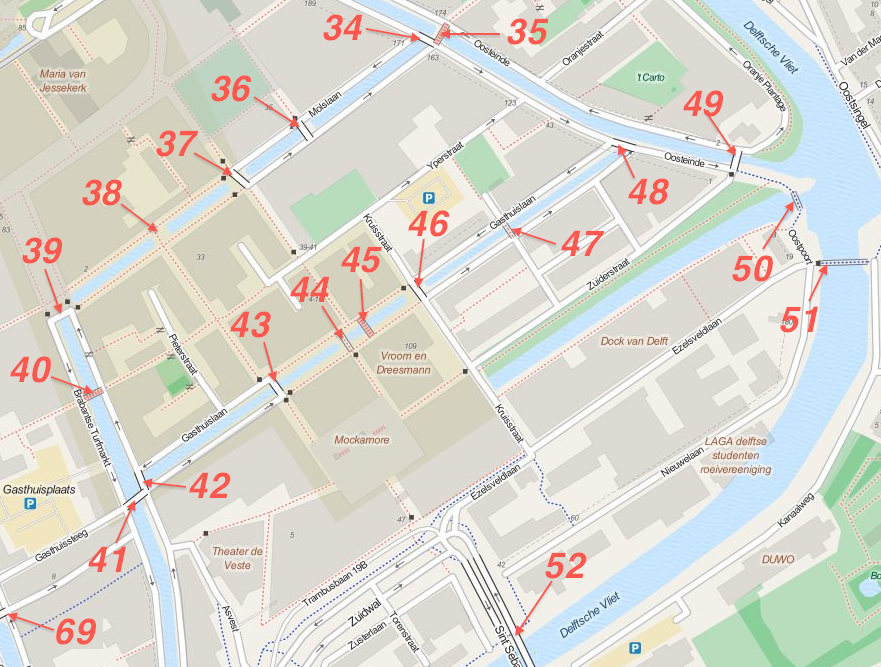
Alle bruggen in detailplaatje 4

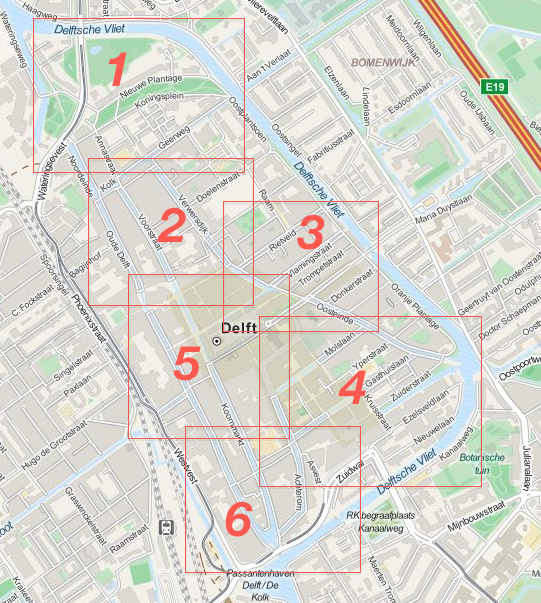
Het centrum van Delft in zes detailplaatjes verdeeld

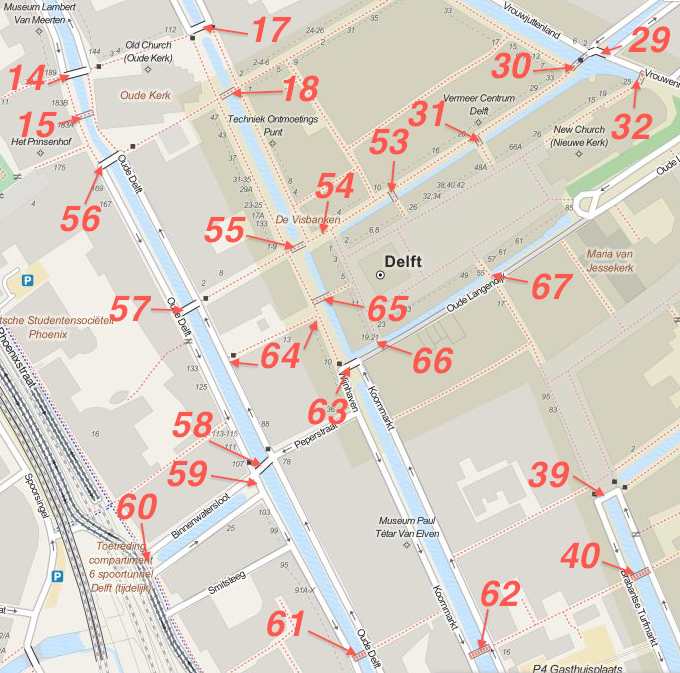
Alle bruggen in detailplaatje 5

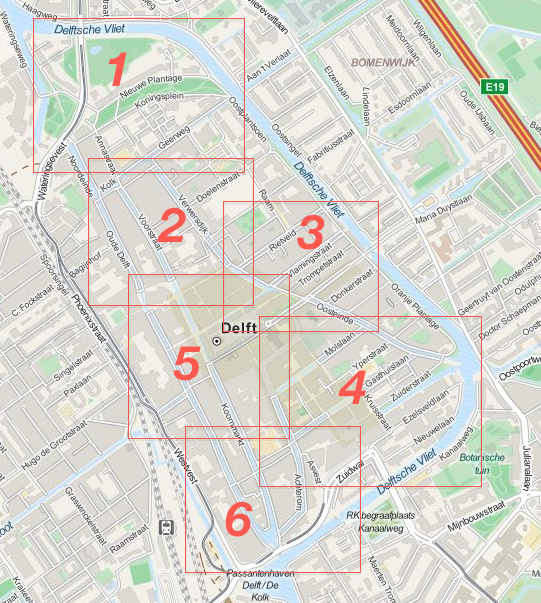
Het centrum van Delft in zes detailplaatjes verdeeld

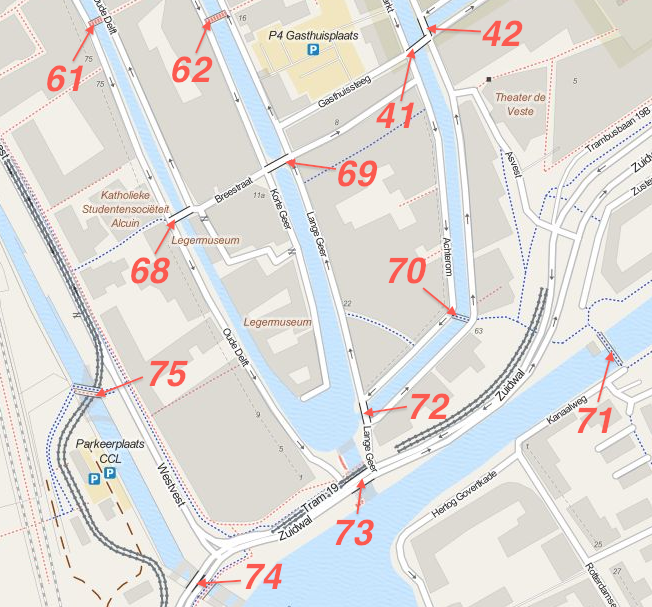
Alle bruggen in detailplaatje 6

Dit artikel geeft een lijst van bruggen in het centrum van de Nederlandse stad Delft, provincie Zuid-Holland. Het centrum van Delft wordt aan de noord-, oost- en zuidkant afgebakend door de boog die de Delftse Schie daar maakt, en aan de westkant door de Spoorzone.

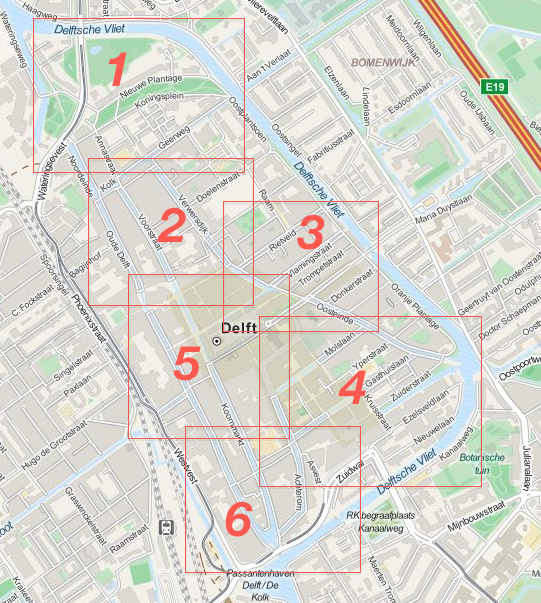
Het centrum van Delft in zes detailplaatjes verdeeld

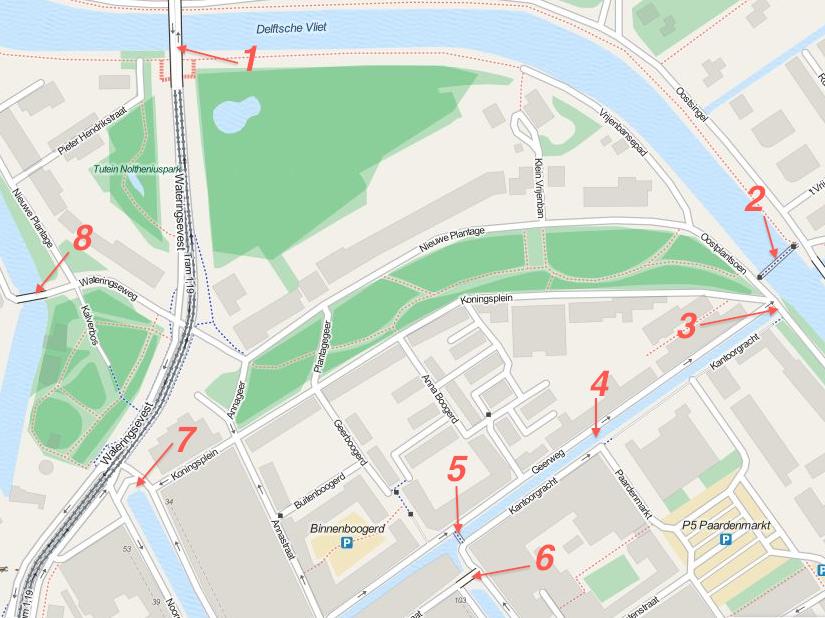
Alle bruggen in detailplaatje 1

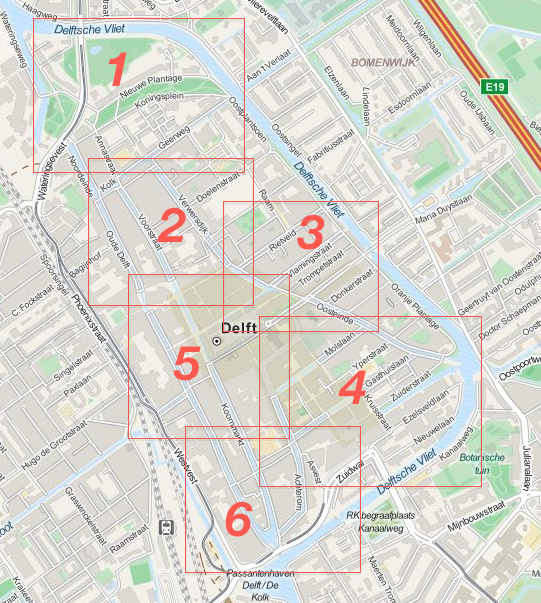
Het centrum van Delft in zes detailplaatjes verdeeld

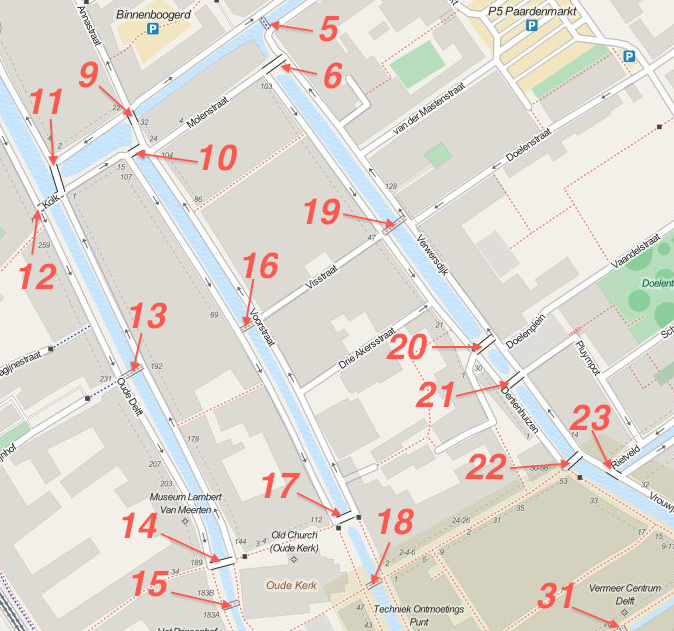
Alle bruggen in detailplaatje 2

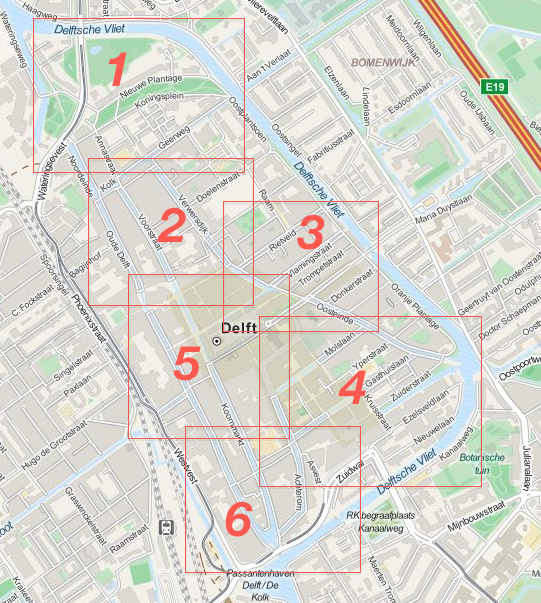
Het centrum van Delft in zes detailplaatjes verdeeld

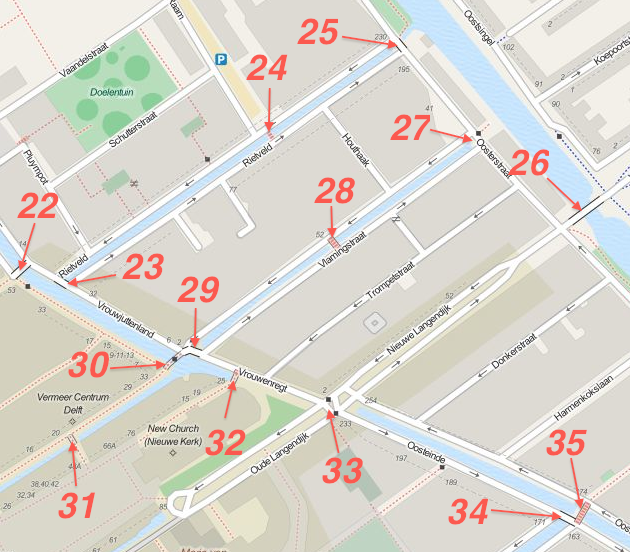
Alle bruggen in detailplaatje 3

| # | brug            | status   | type    | afbeelding |
| - | --------------- | -------- | ------- | ---------- |
| 1 | Reineveldbrug   |          | A, tram |            |
| 2 | Plantagebrug    |          | FV      |            |
| 3 | Duyvelsgatbrug  |          | A       |            |
| 4 | Geerbrug        |          | V       |            |
| 5 | Nobelbrug       |          | FV      |            |
| 6 | Musquetierbrug  | R 12295  | A       |            |
| 7 | Haagsepoortbrug |          | A       |            |
| 8 | Lepelbrug       | R 525331 | A       |            |

| #  | brug                | status   | type | afbeelding |
| -- | ------------------- | -------- | ---- | ---------- |
| 9  | St. Annenbrug       |          | A    |            |
| 10 | St. Stevensbrug     | R 12302  | A    |            |
| 11 | Sint Jorisbrug      | R 12290  | A    |            |
| 12 | Roosbrug            | R 12299  | A    |            |
| 13 | Bagijnhofbrug       | R 12273  | V    |            |
| 14 | Harmen Schinkelbrug | R 12282  | A    |            |
| 15 | Bartholomeusbrug    | R 12274  | FV   |            |
| 16 | Visbrug             | R 12305  | V    |            |
| 17 | Poelbrug            | R 12298  | A    |            |
| 18 | Hof van Delftbrug   | R 12284  | A    |            |
| 19 | Rapenbloembrug      | R 525342 | V    |            |
| 20 | Cellebroerbrug      |          | A    |            |
| 21 | Doelenbrug          |          | A    |            |

| #  | brug                       | status  | type | afbeelding |
| -- | -------------------------- | ------- | ---- | ---------- |
| 22 | Lakenverwersbrug           | R 12292 | A    |            |
| 23 | Drapeniersbrug             | R 12279 | A    |            |
| 24 | voetgangersbrug            |         | V    |            |
| 25 | Rietveldsetorenbrug        |         | A    |            |
| 26 | Koepoortbrug               |         | A    |            |
| 27 | Drogerijbrug               | R 12280 | A    |            |
| 28 | Brandbrug                  |         | V    |            |
| 29 | Bloedbrug                  | R 12275 | A    |            |
| 30 | Schreibrug                 | R 12301 | A    |            |
| 31 | Oudemanhuisbrug            | R 12297 | A    |            |
| 32 | Vrouwe van Rijnsburgerbrug | R 12306 | V    |            |
| 33 | Schout van der Meerbrug    | R 12300 | A    |            |

| #  | brug                 | status               | type | afbeelding |
| -- | -------------------- | -------------------- | ---- | ---------- |
| 34 | Minrebroersbrug      | R 12294              | A    |            |
| 35 | Hopbrug              | R 525311             | V    |            |
| 36 | verkeersbrug         |                      | A    |            |
| 37 | verkeersbrug         |                      | A    |            |
| 38 | verkeersbrug         |                      | A    |            |
| 39 | Turftonstersbrug     |                      | A    |            |
| 40 | voetgangersbrug      |                      | V    |            |
| 41 | Gasthuisbrug         | R 12281              | A    |            |
| 42 | Pontenbrug           |                      | A    |            |
| 43 | Vestbrug             |                      | A    |            |
| 44 | Pijnenbrug           |                      | A    |            |
| 45 | Ursulabrug           |                      | V    |            |
| 46 | verkeersbrug         |                      | A    |            |
| 47 | verkeerssbrug        |                      | FV   |            |
| 48 | Agnietenbrug         | R 12272              | A    |            |
| 49 | Catharijnebrug       | R 12278              | A    |            |
| 50 | Kleine Oostpoortbrug | R 12296 (ophaalbrug) | FV   |            |
| 51 | Oostpoortbrug        | (draaibrug)          | FV   |            |
| 52 | Sint Sebastiaansbrug |                      | A    |            |

| #  | brug              | status   | type | afbeelding |
| -- | ----------------- | -------- | ---- | ---------- |
| 53 | Kruyersbrug       |          | FV   |            |
| 54 | Kaakbrug          | R 12291  | A    |            |
| 55 | Warmoesbrug       | R 12307  | A    |            |
| 56 | Heilige Geestbrug | R 12283  | A    |            |
| 57 | Jeronymusbrug     | R 12288  | A    |            |
| 58 | Mauriciusbrug     | R 525255 | A    |            |
| 59 | Haverbrug         | R 525256 | A    |            |
| 60 | Waterslootsebrug  | R 12308  | A    |            |
| 61 | Sint Jansbrug     | R 12287  | V    |            |
| 62 | Leeuwebrug        | R 12293  | V    |            |
| 63 | Touwbrug          | R 12304  | A    |            |
| 64 | Boterbrug         | R 12276  | A    |            |
| 65 | Waagbrug          |          | V    |            |
| 66 | Teemsbrug         | R 12303  | A    |            |
| 67 | Bijbelbrug        | R 12277  | A    |            |

| #  | brug            | status  | type    | afbeelding |
| -- | --------------- | ------- | ------- | ---------- |
| 68 | Weesbrug        | R 12309 | A       |            |
| 69 | Sint Jacobsbrug | R 12286 | A       |            |
| 70 | Rozemarijnbrug  |         | FV      |            |
| 71 | Hambrug         |         | FV      |            |
| 72 | Hoogbrug        | R 12285 | A       |            |
| 73 | Kapelsbrug      |         | A       |            |
| 74 | Constructiebrug |         | A, tram |            |